# 総合せき損センター
総合せき損センター（そうごうせきそんセンター、英文名称：Spinal Injuries Center）は、福岡県飯塚市伊岐須にある独立行政法人労働者健康安全機構が運営する脊髄損傷者の救急治療から社会復帰まで一貫して取り組む医療機関（せき損センター）である。

## 概要
- 設置者 - 独立行政法人労働者健康安全機構
- 理事長 -
- 病院長- 前田健
- 所在地 - 福岡県飯塚市伊岐須550-4
- 開設日 - 1979年6月1日
- 病床数 - 150床
- 職員数 -

## 診療科
- 内科（入院患者のみ）
- 整形外科
- 泌尿器科
- リハビリテーション科

## 交通アクセス
- 新飯塚駅から西鉄バス飯塚バスターミナル行きバスで10分、飯塚バスターミナルで下車。飯塚バスターミナルから福祉センター・花瀬団地行きバスで20分、せき損センターで下車。

### バス乗り入れ
2008年4月1日より西鉄バスが構内に乗り入れを開始した。
これまでは、最寄りのバス停から徒歩で5分程度かかっており、途中には坂道があり、車いすの人が多い通院患者には大きな負担となっていたため、バスを敬遠してタクシーや自家用車で来る人が多く、遠隔地の患者などから路線バスの乗り入れを望む声が上がっていた。
飯塚バスセンターからはスロープ付きのバスで運行しており、車いすの患者も利用できる。ただし、新飯塚駅から飯塚バスセンターの区間のバスには、スロープが装備されていないものもある。